# Малые Кирмени
Малые Кирмени — село в Мамадышском районе Татарстана. Административный центр Малокирменского сельского поселения.

## География
Находится в центральной части Татарстана на расстоянии приблизительно 19 км на запад по прямой от районного центра города Мамадыш.

## История
Известно с 1680 года. В начале XX века здесь располагались волостное правление, 3 мечети и медресе.
В «Списке населенных мест по сведениям 1859 года», изданном в 1866 году, населённый пункт упомянут как казённая деревня Малые Кирмени (Кирменбаш) 2-го стана Мамадышского уезда Казанской губернии. Располагалась при речке Кирменке, по правую сторону 1-го Чистопольского торгового тракта, в 25 верстах от уездного города Мамадыша и в 14 верстах от становой квартиры в казённой деревне Ахманова (Ишкеево). В деревне, в 110 дворах жили 1144 человека (586 мужчин и 558 женщин), была мечеть.

## Население
Постоянных жителей было: в 1782 году — 127 душ мужского пола, в 1859—1139, в 1897—2219, в 1908—2574, в 1920—2195, в 1926—2086, в 1938—1237, в 1949—963, в 1958—821, в 1970—912, в 1979—734, в 1989—553, в 2002 году 480 (татары 99 %), в 2010 году 439.